# Mariánský poutní kostel Monte Grisa

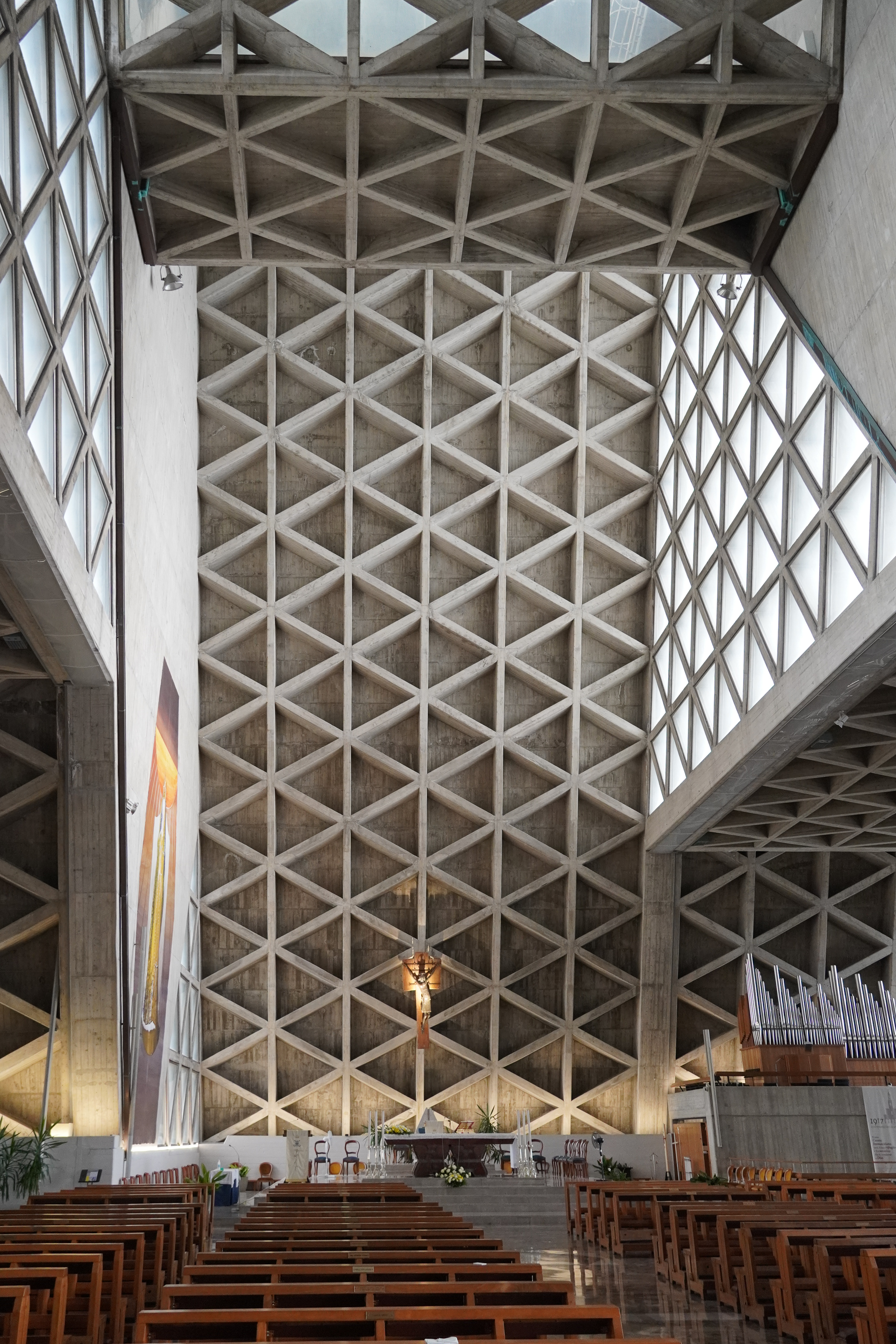
Interiér chrámu Monte Grisa

Mariánský poutní kostel Monte Grisa je římskokatolický chrám postavený zhruba 8 km severozápadně od Terstu na okraji vápencové plošiny Kras. Stojí na kopci Monte Grisa v nadmořské výšce asi 300 m. Je dobře viditelným orientačním bodem v krajině, přístupným po silnici autem nebo autobusem od železničního nádraží v Terstu.
Historie tohoto kostela začíná koncem II. světové války, kdy arcibiskup z Terstu a Koperu, monsignore Antonio Santin, složil koncem dubna 1945 slib postavit chrám, pokud bude Terst uchráněn před zničením během bojů mezi německými nacisty a italským Výborem pro národní osvobození (Comitato di Liberazione Nazionale). Terst byl zachován a v roce 1948 publikoval monsignore Strazzacappa svůj návrh postavit v Terstu chrám a nazvat jej Chrámem všech italských diecézí. Roku 1959 dostal Santin od papeže Jana XXIII. povolení postavit poutní kostel současně s rozhodnutím, že má být jakožto symbol míru a jednoty lidstva zasvěcen svaté Marii. Základní kámen byl položen 19. září 1959 a vlastní stavba probíhala v letech 1963 až 1966 podle plánů stavebního inženýra profesora Antonia Guacciho.

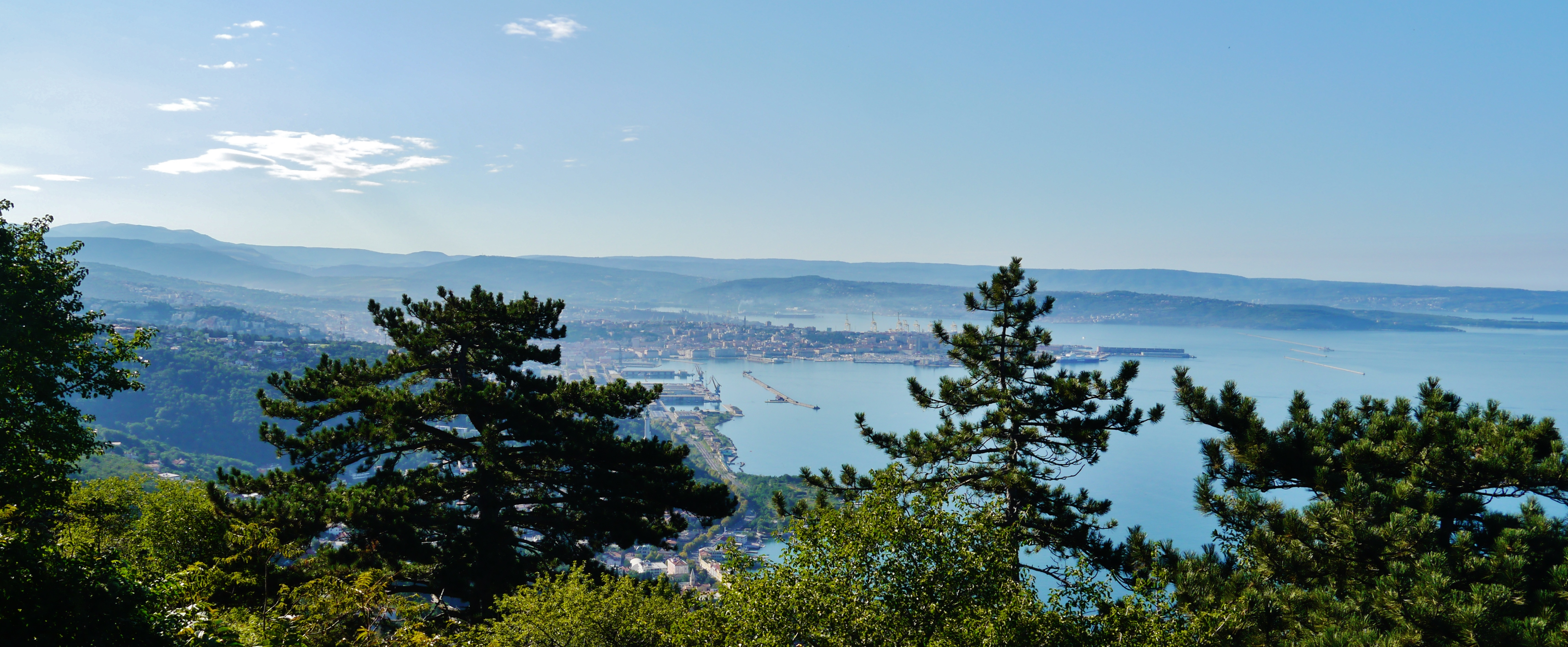
Pohled na Terst z Monte Grisa

Poutní kostel je monumentální brutalistickou stavbou z pohledového betonu. Skládá se z horního a spodního kostela s připojenou boční budovou. Horní a spodní prostory chrámu jsou co do plochy (1600 m2 a 1500 m2) srovnatelné. Oba chrámové prostory jsou uvnitř propojené schodištěm, jsou však přístupné i svými vlastními vchody v přízemí. Obrys kostela ve tvaru rovnostranného trojúhelníku má připomínat písmeno M jakožto symbol svaté Marie.